# 官秩表
官秩表（俄语：Табель о рангах）是俄罗斯帝国军队、政府和宫廷中职位和级别的清单，由彼得大帝于1722年实行，以限制贵族对政治的影响，使得有才能的人可以得到提拔并获得爵位。1917年，官秩表正式废除。